# Niederndorf
Niederndorf  é uma vila com 2622 habitantes (desde 01 de janeiro de 2011) no distrito de Kufstein, Tirol Áustria. A sua principal fonte de rendimento provem da agricultura.
A primeira vez que esta vila foi mencionada, é em documentos datados de 1230.

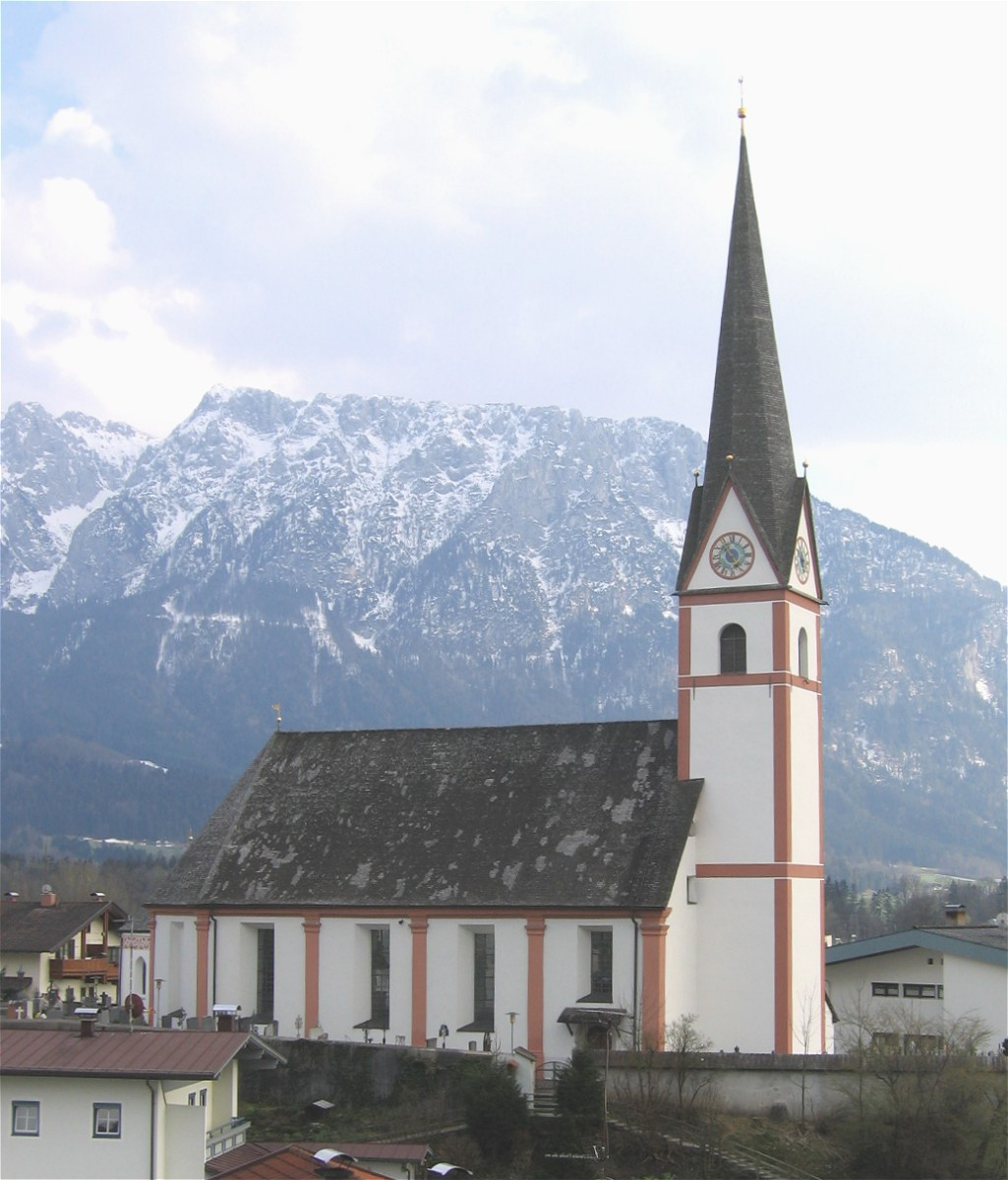
Igreja de São Jorge

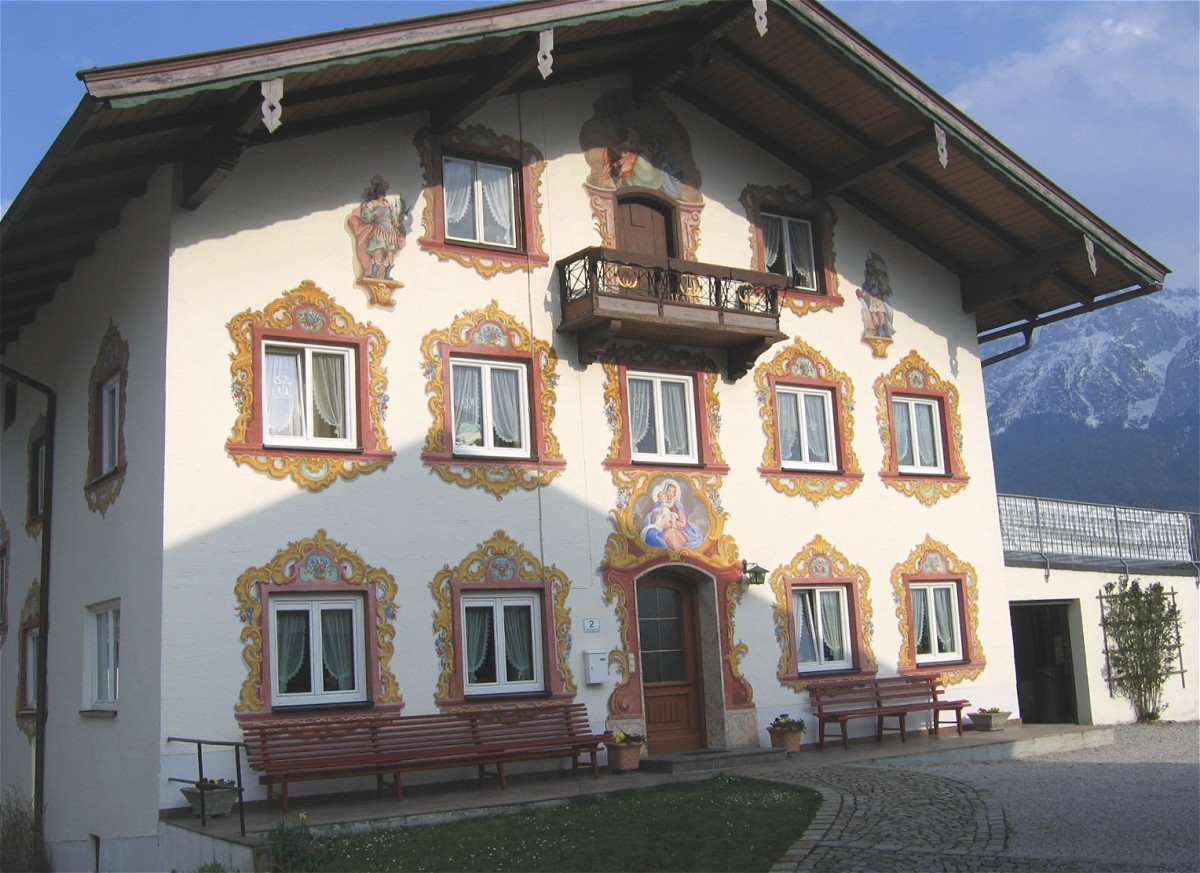
Casa em Kirchgasse